# Wapen van Lombardije

Het wapen van Lombardije.

Het wapen van Lombardije is een groen vierkant veld met daarop een wit curvilineair kruis. Het wapen is buiten de vorm en de iets donkere kleur precies hetzelfde als de vlag van Lombardije.